# Alireza Bejranwand
Alireza Bejranwand (pers. ‏علیرضا بیرانوند‎; ur. 21 września 1992 w Chorramabadzie) – irański piłkarz grający na pozycji bramkarza. Od 2021 roku jest zawodnikiem Boavisty, do której jest wypożyczony z Royal Antwerp FC.

## Życiorys
W latach 2012–2016 był piłkarzem Naftu Teheran. W 2016 roku odszedł do Persepolis FC. W 2020 roku został zawodnikiem Royal Antwerp FC.
W reprezentacji Iranu zadebiutował 4 stycznia 2015 w wygranym 1:0 meczu z Irakiem.